# Шаг (альбом)
Шаг — альбом латвийского коллектива Brainstorm. Вышел в 2009 году, в России на студии 2+2=5.
В апреле 2009 года Brainstorm устроили концерт-презентацию альбома «Шаг» в Москве и Санкт Петербурге.

## Запись альбома
Все песни были записаны в Риге, на «Wolk Recording Studios». Продюсером выступил латвийский рэпер Gustavo. Мастерингом занимался Том Койн из нью-йоркской «Sterling Sound».

## Список композиций
Авторы музыки — Brainstorm, кроме особо указанных. Автор текстов — Ренарс Кауперс, кроме особо указанных.
1. A Moment To Share
2. Только бы ты на меня посмотрела (автор текста Сергей Тимофеев)
3. Монца (авторы музыки Brainstorm, Густавс Бутелис и Александр Волк, автор текста Сергей Тимофеев)
4. Years And Seconds (авторы музыки Brainstorm и Ингарс Вилюмс)
5. Siam
6. Шаг (авторы текста Ренарс Кауперс, Густавс Бутелис, Елена Райзберг, Сергей Тимофеев)
7. And I Lie (авторы тексты Ренарс Кауперс и Роландс Удрис)
8. Про гуру (авторы музыки Brainstorm, Густавс Бутелис и Александр Волк, автор текста Сергей Тимофеев)
9. Ступени (авторы музыки Brainstorm, Густавс Бутелис и Александр Волк, авторы текста Сергей Тимофеев и Влади)
10. White
11. On My Way
12. Волны (авторы музыки Brainstorm, Густавс Бутелис и Александр Волк, автор текста Сергей Тимофеев)
13. Simple Things That Matter (авторы музыки Brainstorm, Густавс Бутелис и Александр Волк, автор текста Макс 'Bigoudi' Сергеев)

## Рецензии
. Brainstorm прыгнули выше головы: не побоялись усилить градус социальности в текстах (лучший — "Про гуру"), взяли в союзники латышского хип-хопера Густаво, его братьев по оружию из "Касты", а также госпел-хор и турецкие струнные и упаковали результат в обложку с иллюстрациями художника Отто Зитманиса. Получился лучший альбом группы и важнейшая для сегодняшнего постсоветского пространства запись.
 — пишет Борис Барабанов в журнале Ъ-Weekend
По большому счету, перед нами - все те же Brainstorm, светлые и романтичные. Достичь не удалось только одного - органичности.
 — пишет Илья Зинин в журнале Rolling Stone

## Участники
- Ренарс Кауперс — вокал
- Каспарс Рога — ударные
- Янис Юбалтс — гитара
- Марис Михелсонс — клавишные
- Ингарс Вилюмс — бас-гитара (кроме 6)

### Специальные гости
- «And I Lie»: бэк-вокалы — Гунарс Калниньш и девушки из gg choir (Илзе Пакере, Антра Бинде, Иева Эгле Витола, Пересс, Иева Катковска, Илута Валтере-Грауда, Синдия Тропа); скрипка — Гидонс Гринбергс

«Волны»: beatboxer — Айвис Кокинс
- «Монца»: вокал — Gustavo
- «On My Way»: аранжировка для струнных — Валтс Пуце; струнный квартет (1 скрипка — Индулис Цинтиньш, 2 скрипка — Дина Озолиня, альт — Лиене Клява, виолончель — Валтерс Пуце)
- «Siam»: канун — Taner Sayacioglu из группы «Yansimalar»
- «Ступени»: вокал — Влади (Каста), африканская гитара — Александр Волк
- «Шаг»: флейта ней — Senol Filiz, гитара — Birol Yayla и канун — Taner Sayacioglu из группы «Yansimalar» (Турция), контрабас — Норбертс Скрауцис
- «Years And Seconds»: ритм-гитара — Каспарс Биндеманис, бэк-вокал — Интарс Бусулис, Роландс Удрис, Гунарс Калниньш, Янис Букс